# 亀甲貞宗
亀甲貞宗（きっこうさだむね）は、鎌倉時代（14世紀）に作られたとされる日本刀（打刀）。日本の国宝に指定されており、東京都台東区にある東京国立博物館が所蔵する。

## 概要

### 刀工・貞宗について
鎌倉時代末期から南北朝時代の刀工・正宗の弟子で子である貞宗によって作られた刀とされる。貞宗は通称を彦四郎といい、相模国鎌倉で活動していた刀工であり、作風は正宗に似ているが正宗より整っていて穏やかと評される。

### 名前の由来
亀甲貞宗の名前の由来は、指裏（さしうら）の茎先（なかごさき）には花菱亀甲が毛彫りされていることによる。刀剣学者である福永酔剣は著書『日本刀大百科事典』にて、亀甲紋が出雲大社の神紋であることから、本作と出雲大社は直接的な関係はなくとも間接的には関係しそうである、と推論を述べている。なお、本作は出雲大社がある出雲国松江藩の初代藩主である松平直政が当初所持していたとされている。のちに陸奥国窪田藩藩主である土方雄久の許に渡った。その後しばらくは土方家に伝来していたが、1684年（貞享元年）に窪田藩四代藩主雄隆の継嗣をめぐるお家騒動より窪田藩が改易されたことを受けて、本作も売りに出されることになる。

### 奥州南部家へ伝来
売りに出された本作は、その後陸奥国南部藩藩主である南部行信の許に渡る。なお、南部家へ伝来する経緯には諸説あり、南部家の側用人である赤沢某が直接150両で買いあげたとも、刀剣の鑑定・研磨を家業とする本阿弥光秀がある商人より買い上げたとも言われている。福永は、赤沢某が本阿弥家で鑑定を学んでいたという経緯から、赤沢某が本阿弥家を通じて購入したものとしている。赤沢より本作を入手したという報告を受けた行信は、よくやったと赤沢を賞賛し、本作を藩で買い上げて赤沢には褒美が与えられた。

### 徳川将軍家へ伝来
1698年（元禄11年）、徳川幕府五代将軍徳川綱吉が尾張藩邸に臨む（御成）ことになった際、尾張徳川家では綱吉へ献上するのに適う刀剣を探すことになった。そこで本阿弥家から発行された金二百枚の折り紙が付く本作に白羽の矢が立ち、尾張徳川家は南部家に対して本作を譲渡してもらうよう申し出た。南部家でも親藩である尾張徳川家の懇望を断るわけにはいかず、やむなく承諾して本作が尾張徳川家へ贈ることになった。なお、本作を譲ってもらえることになった尾張徳川家は大いに喜び、南部家には本作譲渡の返礼として道誉一文字の太刀と綾小路行光の短刀を贈った。その後同年3月18日の綱吉御成の際に、首尾を整えた尾張徳川家は本作と短刀の宗端正宗が献上された。
将軍家では、1704年（宝永元年）12月5日に綱吉から新たに養子として来た家宣（後の六代将軍）に本作が譲られた。1724年（享保9年）12月朔日に八代将軍である吉宗が、自身の嫡男に家重（後の九代将軍）という名を授けるのに併せて本作が譲られた。なお、吉宗が本阿弥家に命じて編纂させた名刀の目録である『享保名物帳』にも、「御物」として徳川将軍家の収蔵であることが示されている。
1740年（元文5年）12月15日には、家重が自身の嫡男に家治（後の十代将軍）という名を授けるのに併せて本作が譲られた。1762年（宝暦12年）11月朔日には、長子である竹千代（後の家基）誕生のお七夜にもお祝いとして与えられた。

### 近現代以降
その後、明治維新以降も徳川将軍家に伝来し、1936年（昭和11年）5月6日には公爵徳川家達名義で国宝保存法に基づく国宝（旧国宝）に指定された。1945年（昭和20年）、徳川公爵家から中島飛行機（現在のSUBARU）の2代目社長である中島喜代一へと所有が移る。1965年（昭和40年）5月29日には文化財保護法に基づく国宝（新国宝）に指定される。指定名称は「刀 無銘貞宗(名物亀甲貞宗)」。その後、愛刀家で知られる渡辺誠一郎に所有が移り、1991年（平成3年）には同氏より東京国立博物館に本作が寄贈される。

## 作風

### 刀身
刃長（はちょう、刃部分の長さ）は70.9センチメートル、反り（切先から鎺元まで直線を引いて直線から棟が一番離れている長さ）は2.4センチメートル、元幅（もとはば、刃から棟まで直線の長さ）は2.7センチメートル、先幅1.8センチメートル、切先の長さは2.7センチメートル。造込（つくりこみ）は鎬造（しのぎつくり、平地<ひらじ>と鎬地<しのぎじ>を区切る稜線が刀身にあるもの）であり、棟は庵棟（いおりむね、刀を背面から断面で見た際に屋根の形に見える棟）となっている。刀身の幅がやや狭く、中鋒となっている。
茎（なかご、柄に収まる手に持つ部分）は大磨上（おおすりあげ、元来は長寸の太刀であったものの茎を短く切り詰めて仕立て直したもの）無銘である。指表（さしおもて）の茎先には花亀甲紋の彫り者がある。
鍛えは、板目（いため、板材の表面のような文様が詰まったもの）がよく約み、厚く地沸（じにえ、平地の部分に鋼の粒子が銀砂をまいたように細かくきらきらと輝いて見えるもの）がつく。
刃文（はもん）は、湾れ（のたれ）主調で刃中に金筋（きんすじ）、二重刃などの働きが盛んであり、足、葉（よう）よく入り、帽子（切先の刃文）は掃きかけて小丸に返る。彫物は表裏に二筋樋（ふたすじひ）を掻く。二筋樋は正宗にはほとんど見られないもので、貞宗の得意としたものと見られる。